# Collegio elettorale di Domodossola I
Il collegio elettorale di Domodossola I è stato un collegio elettorale uninominale del Regno di Sardegna nell'allora provincia di Novara. Fu istituito con il Regio editto del 17 marzo 1848; comprendeva il mandamento di Domodossola.
Con la riforma dei collegi è stato unito al collegio di Domodossola II, includendo anche i comuni e mandamenti di Bannio, Crodo, Santa Maria Maggiore e Crana, aumentando il numero degli elettori e perdendo l'ordinale.
Dopo la proclamazione del regno d'Italia nel territorio è subentrato l'omonimo collegio.

## Dati elettorali
Nel collegio si svolsero votazioni per sette legislature e fu poi unito al collegio di Domodossola II.

### I legislatura
Le votazioni si svolsero in 222 collegi uninominali a doppio turno. Come previsto dal decreto n. 680 del 17 marzo 1848, era eletto al primo turno il candidato che «riunisce in suo favore più del terzo dei voti del total numero dei membri componenti il collegio e più della metà dei suffragi dati dai votanti presenti all'adunanza» (art. 92). Se nessun candidato era eletto, al ballottaggio tra i due candidati con più voti era eletto chi otteneva il maggior numero di voti (art. 93) o, in caso di ugual numero di voti, il maggiore d'età (art. 94).
| Partito                            | Partito                            | Candidato                          | Risultati 27 aprile 1848 | Risultati 27 aprile 1848 |
| Partito                            | Partito                            | Candidato                          | Voti                     | %                        |
| ---------------------------------- | ---------------------------------- | ---------------------------------- | ------------------------ | ------------------------ |
|                                    | —                                  | Carlo Giovanni Belli               | 246                      | 77,60                    |
|                                    | —                                  | Giovanni Bianchetti                | 71                       | 22,40                    |
|                                    |                                    |                                    |                          |                          |
| Iscritti                           | Iscritti                           | Iscritti                           | 514                      | 100,00                   |
| ↳ Votanti (% su iscritti)          | ↳ Votanti (% su iscritti)          | ↳ Votanti (% su iscritti)          | 414                      | 80,54                    |
| ↳ Voti validi (% su votanti)       | ↳ Voti validi (% su votanti)       | ↳ Voti validi (% su votanti)       | 317                      | 76,57                    |
| ↳ Schede non valide (% su votanti) | ↳ Schede non valide (% su votanti) | ↳ Schede non valide (% su votanti) | 97                       | 23,43                    |
| ↳ Astenuti (% su iscritti)         | ↳ Astenuti (% su iscritti)         | ↳ Astenuti (% su iscritti)         | 100                      | 19,46                    |

L'onorevole Belli inviò al parlamento subalpino una lettera che fu presentata nella tornata del 9 maggio, con la quale presentava le sue dimissioni. Nella tornata del 12 la camera approvò sia la sua elezione che le sue dimissioni, comunicandole al ministro dell’interno per una nuova convocazione del collegio).
| Partito                            | Partito                            | Candidato                          | Primo turno 26 giugno 1848 | Primo turno 26 giugno 1848 | Ballottaggio 27 giugno 1848 | Ballottaggio 27 giugno 1848 |
| Partito                            | Partito                            | Candidato                          | Voti                       | %                          | Voti                        | %                           |
| ---------------------------------- | ---------------------------------- | ---------------------------------- | -------------------------- | -------------------------- | --------------------------- | --------------------------- |
|                                    | —                                  | Giovanni Bianchetti                | 131                        | 94,93                      | 104                         | 98,11                       |
|                                    | —                                  | Pietro Allegranza                  | 7                          | 5,07                       | 2                           | 1,89                        |
|                                    |                                    |                                    |                            |                            |                             |                             |
| Iscritti                           | Iscritti                           | Iscritti                           | 514                        | 100,00                     | 514                         | 100,00                      |
| ↳ Votanti (% su iscritti)          | ↳ Votanti (% su iscritti)          | ↳ Votanti (% su iscritti)          | 253                        | 49,22                      | 166                         | 32,30                       |
| ↳ Voti validi (% su votanti)       | ↳ Voti validi (% su votanti)       | ↳ Voti validi (% su votanti)       | 138                        | 54,55                      | 106                         | 63,86                       |
| ↳ Schede non valide (% su votanti) | ↳ Schede non valide (% su votanti) | ↳ Schede non valide (% su votanti) | 115                        | 45,45                      | 60                          | 36,14                       |
| ↳ Astenuti (% su iscritti)         | ↳ Astenuti (% su iscritti)         | ↳ Astenuti (% su iscritti)         | 261                        | 50,78                      | 348                         | 67,70                       |

L'elezione fu confermata nella tornata del 30 giugno

### II legislatura
Le votazioni si svolsero in 222 collegi uninominali a doppio turno con la stessa normativa precedente (al primo turno un numero di voti maggiore di un terzo degli iscritti).
| Partito                            | Partito                            | Candidato                          | Primo turno 22 gennaio 1849 | Primo turno 22 gennaio 1849 | Ballottaggio 23 gennaio 1849 | Ballottaggio 23 gennaio 1849 |
| Partito                            | Partito                            | Candidato                          | Voti                        | %                           | Voti                         | %                            |
| ---------------------------------- | ---------------------------------- | ---------------------------------- | --------------------------- | --------------------------- | ---------------------------- | ---------------------------- |
|                                    | —                                  | Giovanni Bianchetti                | 83                          | 53,90                       | 96                           | 51,89                        |
|                                    | —                                  | Giovanni Belli                     | 71                          | 46,10                       | 89                           | 48,11                        |
|                                    |                                    |                                    |                             |                             |                              |                              |
| Iscritti                           | Iscritti                           | Iscritti                           | 524                         | 100,00                      | 524                          | 100,00                       |
| ↳ Votanti (% su iscritti)          | ↳ Votanti (% su iscritti)          | ↳ Votanti (% su iscritti)          | 214                         | 40,84                       | 186                          | 35,50                        |
| ↳ Voti validi (% su votanti)       | ↳ Voti validi (% su votanti)       | ↳ Voti validi (% su votanti)       | 154                         | 71,96                       | 185                          | 99,46                        |
| ↳ Schede non valide (% su votanti) | ↳ Schede non valide (% su votanti) | ↳ Schede non valide (% su votanti) | 60                          | 28,04                       | 1                            | 0,54                         |
| ↳ Astenuti (% su iscritti)         | ↳ Astenuti (% su iscritti)         | ↳ Astenuti (% su iscritti)         | 310                         | 59,16                       | 338                          | 64,50                        |

### III legislatura
Le votazioni si svolsero in 204 collegi uninominali a doppio turno con la normativa del 1848 (al primo turno un numero di voti maggiore di un terzo degli iscritti).
| Partito                            | Partito                            | Candidato                          | Primo turno 15 luglio 1849 | Primo turno 15 luglio 1849 | Ballottaggio 22 luglio 1849 | Ballottaggio 22 luglio 1849 |
| Partito                            | Partito                            | Candidato                          | Voti                       | %                          | Voti                        | %                           |
| ---------------------------------- | ---------------------------------- | ---------------------------------- | -------------------------- | -------------------------- | --------------------------- | --------------------------- |
|                                    | —                                  | Carlo Cavalli                      | 54                         | 50,94                      | 102                         | 55,74                       |
|                                    | —                                  | Giovanni Bianchetti                | 52                         | 49,06                      | 81                          | 44,26                       |
|                                    |                                    |                                    |                            |                            |                             |                             |
| Iscritti                           | Iscritti                           | Iscritti                           | 701                        | 100,00                     | 701                         | 100,00                      |
| ↳ Votanti (% su iscritti)          | ↳ Votanti (% su iscritti)          | ↳ Votanti (% su iscritti)          | 134                        | 19,12                      | 186                         | 26,53                       |
| ↳ Voti validi (% su votanti)       | ↳ Voti validi (% su votanti)       | ↳ Voti validi (% su votanti)       | 106                        | 79,10                      | 183                         | 98,39                       |
| ↳ Schede non valide (% su votanti) | ↳ Schede non valide (% su votanti) | ↳ Schede non valide (% su votanti) | 28                         | 20,90                      | 3                           | 1,61                        |
| ↳ Astenuti (% su iscritti)         | ↳ Astenuti (% su iscritti)         | ↳ Astenuti (% su iscritti)         | 567                        | 80,88                      | 515                         | 73,47                       |

### IV legislatura
Le votazioni si svolsero in 204 collegi uninominali a doppio turno con la normativa del 1848 (al primo turno un numero di voti maggiore di un terzo degli iscritti).
| Partito                            | Partito                            | Candidato                          | Risultati 9 dicembre 1849 | Risultati 9 dicembre 1849 |
| Partito                            | Partito                            | Candidato                          | Voti                      | %                         |
| ---------------------------------- | ---------------------------------- | ---------------------------------- | ------------------------- | ------------------------- |
|                                    | —                                  | Carlo Cavalli                      | 300                       | 85,47                     |
|                                    | —                                  | Pietro Allegranza                  | 51                        | 14,53                     |
|                                    |                                    |                                    |                           |                           |
| Iscritti                           | Iscritti                           | Iscritti                           | 703                       | 100,00                    |
| ↳ Votanti (% su iscritti)          | ↳ Votanti (% su iscritti)          | ↳ Votanti (% su iscritti)          | 438                       | 62,30                     |
| ↳ Voti validi (% su votanti)       | ↳ Voti validi (% su votanti)       | ↳ Voti validi (% su votanti)       | 351                       | 80,14                     |
| ↳ Schede non valide (% su votanti) | ↳ Schede non valide (% su votanti) | ↳ Schede non valide (% su votanti) | 87                        | 19,86                     |
| ↳ Astenuti (% su iscritti)         | ↳ Astenuti (% su iscritti)         | ↳ Astenuti (% su iscritti)         | 265                       | 37,70                     |

L'onorevole Cavalli si dimise il 24 novembre 1852. Il collegio fu riconvocato.
| Partito                            | Partito                            | Candidato                          | Primo turno 19 dicembre 1852 | Primo turno 19 dicembre 1852 | Ballottaggio 23 dicembre 1852 | Ballottaggio 23 dicembre 1852 |
| Partito                            | Partito                            | Candidato                          | Voti                         | %                            | Voti                          | %                             |
| ---------------------------------- | ---------------------------------- | ---------------------------------- | ---------------------------- | ---------------------------- | ----------------------------- | ----------------------------- |
|                                    | —                                  | Giovanni Belli                     | 215                          | 91,10                        | 189                           | 94,50                         |
|                                    | —                                  | Gabrio Casati                      | 21                           | 8,90                         | 11                            | 5,50                          |
|                                    |                                    |                                    |                              |                              |                               |                               |
| Iscritti                           | Iscritti                           | Iscritti                           | 724                          | 100,00                       | 724                           | 100,00                        |
| ↳ Votanti (% su iscritti)          | ↳ Votanti (% su iscritti)          | ↳ Votanti (% su iscritti)          | 257                          | 35,50                        | 202                           | 27,90                         |
| ↳ Voti validi (% su votanti)       | ↳ Voti validi (% su votanti)       | ↳ Voti validi (% su votanti)       | 236                          | 91,83                        | 200                           | 99,01                         |
| ↳ Schede non valide (% su votanti) | ↳ Schede non valide (% su votanti) | ↳ Schede non valide (% su votanti) | 21                           | 8,17                         | 2                             | 0,99                          |
| ↳ Astenuti (% su iscritti)         | ↳ Astenuti (% su iscritti)         | ↳ Astenuti (% su iscritti)         | 467                          | 64,50                        | 522                           | 72,10                         |

### V legislatura
Le votazioni si svolsero in 204 collegi uninominali a doppio turno con la normativa del 1848 (al primo turno un numero di voti maggiore di un terzo degli iscritti).
| Partito                            | Partito                            | Candidato                          | Primo turno 8 dicembre 1853 | Primo turno 8 dicembre 1853 | Ballottaggio 11 dicembre 1853 | Ballottaggio 11 dicembre 1853 |
| Partito                            | Partito                            | Candidato                          | Voti                        | %                           | Voti                          | %                             |
| ---------------------------------- | ---------------------------------- | ---------------------------------- | --------------------------- | --------------------------- | ----------------------------- | ----------------------------- |
|                                    | —                                  | Giovanni Bianchetti                | 70                          | 36,65                       | 160                           | 59,48                         |
|                                    | —                                  | Giovanni Belli                     | 121                         | 63,35                       | 109                           | 40,52                         |
|                                    |                                    |                                    |                             |                             |                               |                               |
| Iscritti                           | Iscritti                           | Iscritti                           | 740                         | 100,00                      | 740                           | 100,00                        |
| ↳ Votanti (% su iscritti)          | ↳ Votanti (% su iscritti)          | ↳ Votanti (% su iscritti)          | 205                         | 27,70                       | 273                           | 36,89                         |
| ↳ Voti validi (% su votanti)       | ↳ Voti validi (% su votanti)       | ↳ Voti validi (% su votanti)       | 191                         | 93,17                       | 269                           | 98,53                         |
| ↳ Schede non valide (% su votanti) | ↳ Schede non valide (% su votanti) | ↳ Schede non valide (% su votanti) | 14                          | 6,83                        | 4                             | 1,47                          |
| ↳ Astenuti (% su iscritti)         | ↳ Astenuti (% su iscritti)         | ↳ Astenuti (% su iscritti)         | 535                         | 72,30                       | 467                           | 63,11                         |

### VI legislatura
Le votazioni si svolsero in 204 collegi uninominali a doppio turno dopo la modifica dei collegi della Sardegna nel 1856; venne applicata la normativa del 1848 (al primo turno un numero di voti maggiore di un terzo degli iscritti).
| Partito                            | Partito                            | Candidato                          | Primo turno 15 novembre 1857 | Primo turno 15 novembre 1857 | Ballottaggio 18 novembre 1857 | Ballottaggio 18 novembre 1857 |
| Partito                            | Partito                            | Candidato                          | Voti                         | %                            | Voti                          | %                             |
| ---------------------------------- | ---------------------------------- | ---------------------------------- | ---------------------------- | ---------------------------- | ----------------------------- | ----------------------------- |
|                                    | —                                  | Carlo Negroni                      | 116                          | 59,49                        | 195                           | 67,94                         |
|                                    | —                                  | Giovanni Bianchetti                | 60                           | 30,77                        | 92                            | 32,06                         |
|                                    | —                                  | Giovanni Belli                     | 16                           | 8,21                         |                               |                               |
|                                    | —                                  | Voti dispersi                      | 3                            | 1,54                         |                               |                               |
|                                    |                                    |                                    |                              |                              |                               |                               |
| Iscritti                           | Iscritti                           | Iscritti                           | 365                          | 100,00                       | 365                           | 100,00                        |
| ↳ Votanti (% su iscritti)          | ↳ Votanti (% su iscritti)          | ↳ Votanti (% su iscritti)          | 199                          | 54,52                        | 288                           | 78,90                         |
| ↳ Voti validi (% su votanti)       | ↳ Voti validi (% su votanti)       | ↳ Voti validi (% su votanti)       | 195                          | 97,99                        | 287                           | 99,65                         |
| ↳ Schede non valide (% su votanti) | ↳ Schede non valide (% su votanti) | ↳ Schede non valide (% su votanti) | 4                            | 2,01                         | 1                             | 0,35                          |
| ↳ Astenuti (% su iscritti)         | ↳ Astenuti (% su iscritti)         | ↳ Astenuti (% su iscritti)         | 166                          | 45,48                        | 77                            | 21,10                         |

L'elezione fu confermata nella tornata del 16 dicembre 1857

### VII legislatura
Le votazioni si svolsero in 387 collegi uninominali a doppio turno. Come previsto dalla legge elettorale del 20 novembre 1859, era eletto al primo turno il candidato che «riunisce in suo favore più del terzo dei voti del total numero dei membri componenti il collegio e più della metà dei suffragi dati dai votanti presenti all'adunanza» (art. 91). Se nessun candidato era eletto, al ballottaggio tra i due candidati con più voti era eletto chi otteneva il maggior numero di voti (art. 92) o, in caso di ugual numero di voti, il maggiore d'età (art. 93).
| Partito                            | Partito                            | Candidato                          | Primo turno 25 marzo 1860 | Primo turno 25 marzo 1860 | Ballottaggio 29 marzo 1860 | Ballottaggio 29 marzo 1860 |
| Partito                            | Partito                            | Candidato                          | Voti                      | %                         | Voti                       | %                          |
| ---------------------------------- | ---------------------------------- | ---------------------------------- | ------------------------- | ------------------------- | -------------------------- | -------------------------- |
|                                    | —                                  | Giovanni Belli                     | 353                       | 43,00                     | 195                        | 33,39                      |
|                                    | —                                  | Carlo Negroni                      | 248                       | 30,21                     | 389                        | 66,61                      |
|                                    | —                                  | Francesco Scaciga della Silva      | 159                       | 19,37                     |                            |                            |
|                                    | —                                  | Alessandro Morgantini              | 61                        | 7,43                      |                            |                            |
|                                    |                                    |                                    |                           |                           |                            |                            |
| Iscritti                           | Iscritti                           | Iscritti                           | 1 556                     | 100,00                    | 1 556                      | 100,00                     |
| ↳ Votanti (% su iscritti)          | ↳ Votanti (% su iscritti)          | ↳ Votanti (% su iscritti)          | 879                       | 56,49                     | 1 045                      | 67,16                      |
| ↳ Voti validi (% su votanti)       | ↳ Voti validi (% su votanti)       | ↳ Voti validi (% su votanti)       | 821                       | 93,40                     | 584                        | 55,89                      |
| ↳ Schede non valide (% su votanti) | ↳ Schede non valide (% su votanti) | ↳ Schede non valide (% su votanti) | 58                        | 6,60                      | 461                        | 44,11                      |
| ↳ Astenuti (% su iscritti)         | ↳ Astenuti (% su iscritti)         | ↳ Astenuti (% su iscritti)         | 677                       | 43,51                     | 511                        | 32,84                      |

L'aumento del numero degli elettori è dovuto alla fusione con il collegio di Domodossola II.